# Félix Candia
Félix Candia Saucedo (Santa Cruz de la Sierra, 7 de febrero de 1987) es un exfutbolista y entrenador boliviano. Se desempeñó como defensa y actualmente dirige a las divisiones inferiores de Ciclón de la Asociación Tarijeña de Fútbol.

## Trayectoria
Candia se formó en las inferiores del club 25 de Junio, luego pasó a las inferiores del Club Blooming. Realizó su debut en el fútbol profesional en el año 2004.

## Selección nacional
Fue parte de la selección sub-20 de Bolivia que participó en Colombia el año 2005.

## Clubes
| Club              | País    | Año           |
| ----------------- | ------- | ------------- |
| Blooming          | Bolivia | 2004 - 2006   |
| Nacional Potosí   | Bolivia | 2007 - 2008   |
| Ciclón            | Bolivia | 2009          |
| Jorge Wilstermann | Bolivia | 2010          |
| Blooming          | Bolivia | 2011-2014     |
| Ciclón            | Bolivia | 2015-2016     |
| Nacional Potosí   | Bolivia | 2016          |
| Ciclón            | Bolivia | 2017-presente |

## Palmarés

### Títulos nacionales
| Título             | Club              | País    | Año           |
| ------------------ | ----------------- | ------- | ------------- |
| Copa Simón Bolívar | Nacional Potosí   | Bolivia | 2008          |
| Primera División   | Jorge Wilstermann | Bolivia | Apertura 2010 |
| Copa Simón Bolívar | Ciclón            | Bolivia | 2014-15       |